# معرض الفن المزيف
معرض الفن المزيف (باليابانية: ギャラリーフェイク) (بالإنجليزية: Gallery Fake)‏ مانغا يابانية من تأليف فوجيهيكو هوسونو. اقتبست المانغا إلى مسلسل أنمي تلفزيوني يحمل نفس الأسم. في عام 1996 حصلت المانغا على جائزة شوغاكوكان للمانغا.

## القصة
تدور القصة حول «ريجي فوجيتا»، مالك المعرض الفني الصغير الواقع في العاصمة اليابانية طوكيو.
عمل «ريجي» في السابق بمتحف «متروبوليتان» الفني في نيويورك، وها هو الآن يمتلك ويدير معرضه الخاص في طوكيو، والذي يبيع من خلاله لوحات فنية وتحف فنية مزيفة بأسعار مرتفعة.
وعلى الرغم من ذلك، فإن أحدًا لا يعتبر «ريجي» شخصًا مخادعا أو محتالاً؛ لأنه معروف بولعه وتقديره الشديد للفن والفنانين، ولا يتردد في القيام بكل ما من شأنه حماية الفن والدفاع عنه.

## الشخصيات
- ريجي فوجيتا (باليابانية: 藤田玲司)

بطل الأحداث الذي عمل في السابق بمتحف «متروبوليتان» الفني في نيويورك. يمتلك ويدير «معرض الفن المزيف» بطوكيو. خبير في اللوحات الفنية، ويستطيع التفرقة بين اللوحات الحقيقية والمزيفة. معروف بولعه وتقديره الشديد للفن والفنانين لا يفي أحيانا بوعوده لمساعدته «سارة» في غدارة المعرض. لا يحب التمرينات الرياضية، ويصاب بالإرهاق الشديد إذا قام بالمشي لمسافات طويلة.
- سارة هاليفا (باليابانية: サラ・ハリファ)

تعمل كمساعدة لـ «ريجي» في إدارة «معرض الفن المزيف». تصحب «ريجي» في كل رحلاته، على الرغم من أنها لا تفهم كثيرًا في الفن. متفائلة ودودة، وتبدو طفولية في كثير من الأحيان. تغضب من زيارة «ريجي» للشريرة «في كوي». لا تتردد في الدفاع عن «ريجي» إذا تحدث أحد عنه بسوء. تقوم بتربية ورعاية قطة دائمًا ما تهاجم «ريجي».
- في كوي (باليابانية: 翡翠)

مهووسة بالمجوهرات لدرجة تدفعها إلى سرقتها. دائمًا ما تُطلع «ريجي» على أخر سرقاتها من المجوهرات. حادة الطّباع، ومتقلبة المزاج، الامر الذي يجعل الآخرين يميلون للابتعاد عنها. مستعدة لفعل أي شيء مقابل الاستحواذ على القطع الفنية الأصلية. تعتبرها «سارة» شخصية شريرة، وترفض تماما محاولاتها للتقرب منها.
- سايوكو ميتامورا (باليابانية: 三田村小夜子)

مديرة متحف «تاكادا» الفني. تعتقد أن «ريجي» يفسد الفن ويدمره، ولا يخدمه على الإطلاق. واثقة تماما من نفسها إلى حد الغرور. معروفة بحبها الشديد للعمل.

## روابط أضافية
- معرض الفن المزيف على موقع ميتاكريتيك (الإنجليزية)